# Список Героев Труда Российской Федерации
В настоящем списке представлены в алфавитном порядке Герои Труда Российской Федерации. Список содержит информацию о дате присвоения звания, месте работы и должности, датах жизни Героев, ссылки на Указ Президента Российской Федерации и на сайт «Герои страны». Список может быть неполным из-за того, что некоторые президентские указы о присвоении звания Героя Труда Российской Федерации не опубликованы.

| — фундаментальная наука и оборонная промышленность (28 чел.) — промышленность (20 чел.) — культура (20 чел.) — медицина (11 чел.) — сельское/лесное/рыбное хозяйство (9 чел.) | — государственное управление (8 чел.) — транспорт (5 чел.) — образование (4 чел.) — спорт (4 чел.) — строительство (3 чел.) |

## Алфавитный список Героев Труда Российской Федерации
| № п/п | Фото | Фамилия, имя, отчество             | Дата присвоения звания | Отрасль                  | Должность и место работы | Даты жизни              | УП ГС                |
| ----- | ---- | ---------------------------------- | ---------------------- | ------------------------ | --- | ----------------------- | -------------------- |
| 1     |      | Айдуллин Иван Ухливанович          | 20.04.2014             | промышленность           | Мастер по капитальному ремонту скважин ОАО «Сургутнефтегаз», Ханты-Мансийский автономный округ — Югра | 13.03.1951              | [ УП 1 ] [ ГС 1 ]    |
| 2     |      | Аксёнова Алиса Ивановна            | 20.04.2014             | культура                 | Президент ФГБУК «Государственный Владимиро-Суздальский историко-архитектурный и художественный музей-заповедник», Владимирская область | 13.03.1931              | [ УП 2 ] [ ГС 2 ]    |
| 3     |      | Антонов Сергей Иванович            | 26.04.2019             | рыбное хозяйство         | Руководитель направления промвооружения и такелажа АО «Южморрыбфлот», Приморский край | 17.04.1954              | [ УП 3 ] [ ГС 3 ]    |
| 4     |      | Антохин Геннадий Иванович          | 30.04.2021             | транспорт                | Капитан-наставник отдела Департамента безопасности и качества филиала ПАО «Дальневосточное морское пароходство» в городе Владивостоке, Приморский край | 06.03.1949              | [ УП 4 ] [ ГС 4 ]    |
| 5     |      | Анцев Георгий Владимирович         | 2022                   | оборонная промышленность | Генеральный директор — генеральный конструктор АО «НПП «Радар ммс», г. Санкт-Петербург | 26.01.1961              | [ ГС 5 ]             |
| 6     |      | Артемьев Эдуард Николаевич         | 14.11.2022             | культура                 | Композитор, член Общероссийской общественной организации «Союз кинематографистов Российской Федерации», г. Москва | 30.11.1937 — 29.12.2022 | [ УП 5 ] [ ГС 6 ]    |
| 7     |      | Бабурова Татьяна Ивановна          | 01.05.2023             | образование              | Педагог-организатор МОУ «Гимназия № 1» г. Волоколамска, Московская область | 03.04.1943              | [ УП 6 ] [ ГС 7 ]    |
| 8     |      | Бармаков Юрий Николаевич           | 29.04.2022             | оборонная промышленность | Первый заместитель научного руководителя ФГУП «Всероссийский НИИ автоматики имени Н. Л. Духова», г. Москва | 07.01.1932              | [ УП 7 ] [ ГС 8 ]    |
| 9     |      | Бахолдина Марина Николаевна        | 21.06.2020             | медицина                 | Главный врач Санкт-Петербургского ГБУЗ «Городская Покровская больница» | 27.09.1957              | [ УП 8 ] [ ГС 9 ]    |
| 10    |      | Башмет Юрий Абрамович              | 29.04.2022             | культура                 | Художественный руководитель ФГБУК «Государственный симфонический оркестр „Новая Россия“», г. Москва | 24.01.1953              | [ УП 9 ] [ ГС 10 ]   |
| 11    |      | Белобрагин Борис Андреевич         | 14.06.2022             | оборонная промышленность | Заместитель генерального директора — главный конструктор АО «НПО „СПЛАВ“ имени А. Н. Ганичева», Тульская область | 27.06.1948              | [ УП 10 ] [ ГС 11 ]  |
| 12    |      | Белых Леонид Яковлевич             | 27.04.2020             | промышленность           | Управляющий директор АО «Улан-Удэнский авиационный завод», Республика Бурятия | 23.11.1950              | [ УП 11 ] [ ГС 12 ]  |
| 13    |      | Беспалова Людмила Андреевна        | 01.05.2024             | сельское хозяйство       | Заведующая отделом ФГБНУ «Национальный центр зерна имени П. П. Лукьяненко», Краснодарский край | 02.04.1947              | [ УП 12 ] [ ГС 13 ]  |
| 14    |      | Богатырёва Марем Камбулатовна      | 28.04.2015             | сельское хозяйство       | Доярка ГУП «Насыр-Кортское», Назрановский район, Республика Ингушетия | 18.01.1957              | [ УП 13 ] [ ГС 14 ]  |
| 15    |      | Богданов Владимир Леонидович       | 21.04.2016             | промышленность           | Генеральный директор ОАО «Сургутнефтегаз», Ханты-Мансийский автономный округ — Югра | 28.05.1951              | [ УП 14 ] [ ГС 15 ]  |
| 16    |      | Бондаренко Александр Дмитриевич    | 30.04.2021             | сельское хозяйство       | Тракторист ООО имени Кирова, Ростовская область | 22.11.1951              | [ УП 15 ] [ ГС 16 ]  |
| 17    |      | Бочкарёва Ольга Николаевна         | 26.04.2019             | транспорт                | Дежурный по сортировочной горке железнодорожной станции Инская Западно-Сибирской дирекции управления движением «Российские железные дороги», Новосибирская область | 03.09.1962              | [ УП 16 ] [ ГС 17 ]  |
| 18    |      | Будниченко Михаил Анатольевич      | 01.05.2024             | промышленность           | Генеральный директор АО «Производственное объединение „Северное машиностроительное предприятие“», Архангельская область | 18.11.1959              | [ УП 17 ] [ ГС 18 ]  |
| 19    |      | Велихов Евгений Павлович           | 30.01.2020             | фундаментальная наука    | Почётный президент ФГБУ «Национальный исследовательский центр „Курчатовский институт“», г. Москва | 02.02.1935 — 05.12.2024 | [ УП 18 ] [ ГС 19 ]  |
| 20    |      | Вепрев Александр Алексеевич        | 2024                   | промышленность           | Генеральный директор Иркутского авиационного завода — филиала ПАО «Яковлев», заместитель генерального директора ПАО «Яковлев», г. Иркутск | 10.12.1951              | [ ГС 20 ]            |
| 21    |      | Верхотуров Владимир Иванович       | 19.12.2022             | оборонная промышленность | Генеральный конструктор — заместитель генерального директора ФГУП «Центральный научно-исследовательский институт химии и механики», г. Москва | 22.09.1947              | [ ГС 21 ]            |
| 22    |      | Винер-Усманова Ирина Александровна | 28.04.2015             | спорт                    | Главный тренер спортивной сборной команды Российской Федерации по художественной гимнастике ФГБУ «Центр спортивной подготовки сборных команд России», г. Москва | 30.07.1948              | [ УП 19 ] [ ГС 22 ]  |
| 23    |      | Волчек Галина Борисовна            | 25.04.2017             | культура                 | Художественный руководитель Московского государственного академического театра «Современник», г. Москва | 19.12.1933 — 26.12.2019 | [ УП 20 ] [ ГС 23 ]  |
| 24    |      | Гаревская Юлия Анатольевна         | 21.06.2020             | медицина                 | Главный врач ГБУЗ Нижегородской области «Городская клиническая больница № 29» | 25.02.1966              | [ УП 21 ] [ ГС 24 ]  |
| 25    |      | Гергиев Валерий Абисалович         | 01.05.2013             | культура                 | Художественный руководитель — директор ФГБУК «Государственный академический Мариинский театр», г. Санкт-Петербург | 02.05.1953              | [ УП 22 ] [ ГС 25 ]  |
| 26    |      | Готовцев Михаил Николаевич         | 20.04.2014             | сельское хозяйство       | Глава крестьянского (фермерского) хозяйства «Удьуор», Усть-Алданский улус, Республика Саха (Якутия) | 02.01.1946              | [ УП 23 ] [ ГС 26 ]  |
| 27    |      | Громова Галина Герасимовна         | 28.04.2015             | образование              | Учитель МАОУ «Лицей № 7» г. Черняховска, Калининградская область | 27.02.1948              | [ УП 24 ] [ ГС 27 ]  |
| 28    |      | Гунгаев Далай Гынинович            | 21.04.2016             | сельское хозяйство       | Старший чабан агрокооператива «Цокто Хангил», Агинский район Агинского Бурятского округа, Забайкальский край | 07.12.1955 — 20.10.2022 | [ УП 25 ] [ ГС 28 ]  |
| 29    |      | Дедов Иван Иванович                | 12.02.2021             | медицина                 | Президент ФГБУ «Национальный медицинский исследовательский центр эндокринологии», г. Москва | 12.02.1941              | [ УП 26 ] [ ГС 29 ]  |
| 30    |      | Диков Юрий Николаевич              | 01.05.2025             | фундаментальная наука    | Заместитель научного руководителя ФГУП «Российский государственный ядерный центр — ВНИИТФ имени Е. И. Забабахина», Челябинская область | 23.07.1937              | [ УП 27 ] [ ГС 30 ]  |
| 31    |      | Дронов Евгений Анатольевич         | 23.04.2018             | оборонная промышленность | Генеральный директор АО «Акционерная Компания „Туламашзавод“», Тульская область | 20.10.1947              | [ УП 28 ] [ ГС 31 ]  |
| 32    |      | Елисеев Виктор Петроович           | 25.03.2025             | культура                 | Начальник — художественный руководитель ФГКУ культуры и искусства «Академический ансамбль песни и пляски войск национальной гвардии Российской Федерации» | 09.06.1950              | [ УП 29 ] [ ГС 32 ]  |
| 33    |      | Ефремов Герберт Александрович      | май 2017               | оборонная промышленность | Почётный генеральный директор — почётный генеральный конструктор, советник Военно-промышленной корпорации «НПО машиностроения» по науке, г. Реутов, Московская область | 15.03.1933              | —                    |
| 34    |      | Жарков Николай Сергеевич           | 26.04.2019             | промышленность           | Советник генерального директора ПАО «Завод „Красное Сормово“», Нижегородская область | 17.11.1937—15.04.2022   | [ УП 30 ] [ ГС 34 ]  |
| 35    |      | Зайков Николай Васильевич          | 16.03.2020             | строительство            | Монтажник по монтажу стальных и железобетонных конструкций ПАО «Мостотрест», г. Коломна, Московская область | 02.08.1950              | [ УП 31 ] [ ГС 35 ]  |
| 36    |      | Захаров Марк Анатольевич           | 23.04.2018             | культура                 | Художественный руководитель ГБУК города Москвы «Московский государственный театр „Ленком“» | 13.10.1933 — 28.09.2019 | [ УП 32 ] [ ГС 36 ]  |
| 37    |      | Захарченко Виктор Гаврилович       | 15.10.2020             | культура                 | Генеральный директор государственного бюджетного научно-творческого учреждения культуры Краснодарского края «Кубанский казачий хор» | 22.03.1938              | [ УП 33 ] [ ГС 37 ]  |
| 38    |      | Зацепин Александр Сергеевич        | 03.03.2025             | культура                 | Композитор, председатель экспертного совета Фонда поддержки культуры и искусства «Екатерининский», г. Москва | 10.03.1926              | [ УП 34 ] [ ГС 38 ]  |
| 39    |      | Зинцов Вячеслав Николаевич         | 01.05.2025             | промышленность           | Слесарь-электромонтажник ОАО «Тверской вагоностроительный завод» | 03.01.1954              | [ УП 35 ] [ ГС 39 ]  |
| 40    |      | Зюганов Геннадий Андреевич         | 26.06.2024             | госуправление            | Депутат Государственной Думы Федерального Собрания Российской Федерации, член Комитета по делам Содружества Независимых Государств, евразийской интеграции и связям с соотечественниками, руководитель фракции Коммунистической партии Российской Федерации, г. Москва                     | 26.06.1944              | [ УП 36 ]            |
| 41    |      | Иванов Алексей Михайлович          | 25.04.2017             | промышленность           | Слесарь-монтажник судового АО Производственное объединение «Северное машиностроительное предприятие», г. Северодвинск, Архангельская область | 06.01.1952 — 04.06.2021 | [ УП 37 ] [ ГС 40 ]  |
| 42    |      | Иванов Владимир Леонтьевич         | 20.07.2023             | оборонная промышленность | Советник генерального директора АО «Государственный космический научно-производственный центр имени М. В. Хруничева», г. Москва | 26.04.1936              | [ УП 38 ] [ ГС 41 ]  |
| 43    |      | Иноземцев Александр Александрович  | 01.05.2023             | оборонная промышленность | Управляющий директор, генеральный конструктор АО «ОДК-Авиадвигатель», Пермский край | 09.04.1951              | [ УП 39 ] [ ГС 42 ]  |
| 44    |      | Кажлаев Мурад Магомедович          | 30.04.2021             | культура                 | Художественный руководитель — директор ГБУ ДО Республики Дагестан «Республиканская школа искусств М. Кажлаева для особо одарённых детей» | 15.01.1931— 23.12.2023  | [ УП 40 ] [ ГС 43 ]  |
| 45    |      | Калёнов Лев Владимирович           | 01.05.2023             | промышленность           | Генеральный директор АО «Бийская льняная фабрика», Алтайский край | 27.07.1937              | [ УП 41 ] [ ГС 44 ]  |
| 46    |      | Камнев Павел Иванович              | 21.04.2016             | оборонная промышленность | Генеральный директор, генеральный конструктор АО «Опытное конструкторское бюро „Новатор“», Свердловская область | 14.11.1937 — 09.01.2023 | [ УП 42 ] [ ГС 45 ]  |
| 47    |      | Карполь Николай Васильевич         | 23.04.2018             | спорт                    | Главный тренер автономной некоммерческой организации «Профессиональный волейбольный клуб „Уралочка“», Свердловская область | 01.05.1938              | [ УП 43 ] [ ГС 46 ]  |
| 48    |      | Кашин Валерий Михайлович           | май 2017               | оборонная промышленность | Генеральный конструктор АО «Научно-производственная корпорация „Конструкторское бюро машиностроения“», г. Коломна, Московская область | 14.09.1947              | —                    |
| 49    |      | Кириллов Игорь Анатольевич         | 16.08.2021             | оборонная промышленность | Начальник войск радиационной, химической и биологической защиты Вооружённых сил Российской Федерации | 13.07.1970 — 17.12.2024 | —                    |
| 50    |      | Кобзон Иосиф Давыдович             | 21.04.2016             | культура                 | Депутат Государственной Думы Федерального Собрания Российской Федерации, первый заместитель председателя Комитета по культуре, г. Москва | 11.09.1937 — 30.08.2018 | [ УП 44 ] [ ГС 49 ]  |
| 51    |      | Коваль Ирина Леонидовна            | 21.06.2020             | медицина                 | Врач ФБУЗ «Центр гигиены и эпидемиологии в Калининградской области» |                         | [ УП 45 ] [ ГС 50 ]  |
| 52    |      | Коннов Юрий Александрович          | 01.05.2013             | сельское хозяйство       | Механизатор ООО «Россия-Агро», Грибановский муниципальный район Воронежской области | 18.10.1954              | [ УП 46 ] [ ГС 51 ]  |
| 53    |      | Коновалов Александр Николаевич     | 01.05.2013             | медицина                 | Директор ФГБУ «Научно-исследовательский институт нейрохирургии имени академика Н. Н. Бурденко» Российской академии медицинских наук, г. Москва | 12.12.1933              | [ УП 47 ] [ ГС 52 ]  |
| 54    |      | Корнилова Людмила Ивановна         | 21.04.2016             | образование              | Учитель МАОУ «Лицей математики и информатики», г. Саратов, Саратовская область | 16.08.1954              | [ УП 48 ] [ ГС 53 ]  |
| 55    |      | Костоев Султангирей Закреевич      | 01.05.2025             | сельское хозяйство       | Тракторист, управляющий отделением ООО «Зори Кавказа», Республика Ингушетия | 26.05.1961              | [ УП 49 ] [ ГС 54 ]  |
| 56    |      | Краснопольская Ирина Григорьевна   | 29.04.2022             | культура                 | Обозреватель отдела науки и образования ФГБУ «Редакция „Российской газеты“», г. Москва | 29.04.1932              | [ УП 50 ] [ ГС 55 ]  |
| 57    |      | Куличенко Александр Владимирович   | 23.04.2018             | промышленность           | Проходчик подземной шахты «Талдинская-Западная-2» АО «СУЭК-Кузбасс», Кемеровская область. | 24.02.1969              | [ УП 51 ] [ ГС 56 ]  |
| 58    |      | Лавров Сергей Викторович           | 17.03.2020             | госуправление            | Министр иностранных дел Российской Федерации, г, Москва | 21.03.1950              | [ УП 52 ] [ ГС 57 ]  |
| 59    |      | Лановой Василий Семёнович          | 26.04.2019             | культура                 | Артист ФГБУК «Государственный академический театр имени Евгения Вахтангова», г. Москва | 16.01.1934 — 28.01.2021 | [ УП 53 ] [ ГС 58 ]  |
| 60    |      | Леонов Александр Георгиевич        | 2019                   | оборонная промышленность | Генеральный директор, генеральный конструктор АО «ВПК „НПО машиностроения“», г. Реутов, Московская область | 26.02.1952              | —                    |
| 61    |      | Лепёхин Юрий Васильевич            | 20.04.2014             | образование              | Учитель МОУ «Средняя общеобразовательная школа № 78» г. Волгоград, Волгоградская область | 23.09.1942 — 16.02.2025 | [ УП 54 ] [ ГС 60 ]  |
| 62    |      | Лысенко Марьяна Анатольевна        | 21.06.2020             | медицина                 | Главный врач ГБУЗ города Москвы «Городская клиническая больница № 52 департамента здравоохранения города Москвы» | 26.02.1970              | [ УП 55 ] [ ГС 61 ]  |
| 63    |      | Магомедов Магомедали Магомедович   | 21.10.2019             | госуправление            | Почётный Председатель Государственного Совета Республики Дагестан | 15.06.1930 — 04.12.2022 | [ УП 56 ] [ ГС 62 ]  |
| 64    |      | Мамаев Геннадий Александрович      | 2024                   | оборонная промышленность | Генеральный директор ОАО «Электромашиностроительный завод «Лепсе», Кировская область | 09.05.1953              | —                    |
| 65    |      | Мартиросов Роллан Гургенович       | 2017                   | оборонная промышленность | Главный конструктор ОАО «ОКБ Сухого», г. Москва | 06.10.1935 — 27.02.2020 | —                    |
| 66    |      | Матвиенко Валентина Ивановна       | 07.04.2024             | госуправление            | Председатель Совета Федерации Федерального Собрания Российской Федерации, г. Москва | 07.04.1949              | [ УП 57 ] [ ГС 65 ]  |
| 67    |      | Машбашев Исхак Шумафович           | 26.04.2019             | культура                 | Писатель, председатель правления Адыгейского регионального отделения Общероссийской общественной организации «Союз писателей России» — «Союз писателей Адыгеи» | 28.05.1930              | [ УП 58 ] [ ГС 66 ]  |
| 68    |      | Межирицкий Ефим Леонидович         | 2019                   | оборонная промышленность | Генеральный директор ФГУП «Научно-производственный центр автоматики и приборостроения имени академика Н. А. Пилюгина» | 17.09.1941              | —                    |
| 69    |      | Мельник Владимир Иванович          | 01.05.2013             | промышленность           | Машинист горных выемочных машин шахты «Котинская» ОАО «СУЭК-Кузбасс», Кемеровская область | 03.01.1963              | [ УП 60 ] [ ГС 68 ]  |
| 70    |      | Милёхин Юрий Михайлович            | 01.05.2023             | оборонная промышленность | Генеральный директор ФГУП «Федеральный центр двойных технологий «Союз», Московская область | 27.05.1947              | [ УП 61 ] [ ГС 69 ]  |
| 71    |      | Миллер Алексей Борисович           | 20.01.2022             | промышленность           | Председатель правления, заместитель председателя совета директоров ПАО «Газпром», г. Санкт-Петербург | 31.01.1962              | [ УП 62 ] [ ГС 70 ]  |
| 72    |      | Миндиашвили Дмитрий Георгиевич     | 27.04.2020             | спорт                    | Государственный тренер краевого ГАУ «Региональный центр спортивной подготовки „Академия борьбы имени Д. Г. Миндиашвили“», Красноярский край | 04.06.1933 — 24.05.2021 | [ УП 63 ] [ ГС 71 ]  |
| 73    |      | Михайлов Владимир Африканович      | 29.04.2022             | сельское хозяйство       | Дояр сельскохозяйственного животноводческого производственного кооператива «Крестях», Республика Саха (Якутия) | 08.10.1953              | [ УП 64 ] [ ГС 72 ]  |
| 74    |      | Михалков Никита Сергеевич          | 21.10.2020             | культура                 | Председатель Союза кинематографистов Российской Федерации, г. Москва | 21.10.1945              | [ УП 65 ] [ ГС 73 ]  |
| 75    |      | Моторин Александр Евгеньевич       | 27.04.2020             | промышленность           | Оператор поста управления стана горячей прокатки ПАО «Магнитогорский металлургический комбинат», Челябинская область | 04.10.1964              | [ УП 66 ] [ ГС 74 ]  |
| 76    |      | Нечаев Сергей Михайлович           | 22.04.2024             | транспорт                | Дорожный мастер Ургальской дистанции пути Дальневосточной дирекции инфраструктуры Центральной дирекции инфраструктуры — филиала ОАО «Российские железные дороги», Хабаровский край |                         | [ УП 67 ]            |
| 77    |      | Осипов Юрий Сергеевич              | 05.02.2024             | фундаментальная наука    | Академик Российской академии наук | 07.07.1936              | [ УП 68 ] [ ГС 75 ]  |
| 78    |      | Островский Александр Владимирович  | 17.03.2020             | строительство            | Генеральный директор ОАО «СГМ-Мост», г. Москва | 04.03.1951              | [ УП 69 ] [ ГС 76 ]  |
| 79    |      | Панин Александр Николаевич         | 2017                   | оборонная промышленность | Генеральный директор — главный конструктор ЗАО «ГЕФЕСТ и Т», г. Жуковский, Московская область | 03.10.1948              | —                    |
| 80    |      | Панков Олег Дмитриевич             | 2017                   | оборонная промышленность | Главный конструктор ОАО «ОКБ Сухого», г. Москва | 28.08.1946              | —                    |
| 81    |      | Пахмутова Александра Николаевна    | 09.11.2024             | культура                 | Композитор, член региональной общественной организации «Союз московских композиторов» | 09.11.1929              | [ УП 70 ] [ ГС 78 ]  |
| 82    |      | Пекарш Александр Иванович          | 29.04.2022             | промышленность           | Заместитель генерального директора — директор филиала АО «Авиационная холдинговая компания „Сухой“» «Комсомольский-на-Амуре авиационный завод имени Ю. А. Гагарина», Хабаровский край | 30.05.1955              | [ УП 71 ] [ ГС 79 ]  |
| 83    |      | Пешехонов Владимир Григорьевич     | 2018                   | оборонная промышленность | Генеральный директор АО «Концерн „ЦНИИ Электроприбор“», г. Санкт-Петербург | 14.06.1934              | —                    |
| 84    |      | Покровская Татьяна Николаевна      | 20.04.2014             | спорт                    | Главный тренер спортивной сборной команды Российской Федерации по синхронному плаванию ФГБУ «Центр спортивной подготовки сборных команд России», г. Москва | 05.06.1950              | [ УП 72 ] [ ГС 81 ]  |
| 85    |      | Поляков Виктор Анатольевич         | 30.04.2021             | промышленность           | Заместитель генерального директора — управляющий директор ПАО «ОДК-Сатурн», Ярославская область | 26.04.1953              | [ УП 73 ] [ ГС 82 ]  |
| 86    |      | Порханов Владимир Алексеевич       | 25.04.2017             | медицина                 | Главный врач ГБУЗ «Научно-исследовательский институт — Краевая клиническая больница № 1 имени профессора С. В. Очаповского», г. Краснодар, Краснодарский край | 25.04.1947              | [ УП 74 ] [ ГС 83 ]  |
| 87    |      | Проханов Александр Андреевич       | 30.05.2025             | культура                 | писатель, главный редактор ООО «Редакция газеты „Завтра“» | 26.02.1938              | [ УП 75 ] [ ГС 84 ]  |
| 88    |      | Проценко Денис Николаевич          | 21.06.2020             | медицина                 | Главный врач ГБУЗ города Москвы «Городская клиническая больница № 40 департамента здравоохранения города Москвы» | 18.09.1975              | [ УП 76 ] [ ГС 85 ]  |
| 89    |      | Рашников Виктор Филиппович         | 14.11.2022             | промышленность           | Председатель совета директоров ПАО «Магнитогорский металлургический комбинат», Челябинская область | 13.10.1948              | [ УП 77 ] [ ГС 86 ]  |
| 90    |      | Ресин Владимир Иосифович           | 06.11.2024             | госуправление            | Депутат Государственной Думы Федерального Собрания Российской Федерации, член Комитета по строительству и жилищно-коммунальному хозяйству, г. Москва | 21.02.1936              | [ УП 78 ]            |
| 91    |      | Ротенберг Аркадий Романович        | 16.03.2020             | строительство            | Предприниматель, г. Санкт-Петербург | 15.12.1951              | [ УП 79 ] [ ГС 87 ]  |
| 92    |      | Рошаль Леонид Михайлович           | 27.04.2020             | медицина                 | Президент ГБУЗ города Москвы «Научно-исследовательский институт неотложной детской хирургии и травматологии» | 27.04.1933              | [ УП 80 ] [ ГС 88 ]  |
| 93    |      | Рыжков Николай Иванович            | 19.09.2019             | госуправление            | Член Совета Федерации Федерального Собрания Российской Федерации, член Комитета по федеративному устройству, региональной политике, местному самоуправлению и делам Севера, г. Москва | 28.09.1929 — 28.02.2024 | [ УП 81 ] [ ГС 89 ]  |
| 94    |      | Рыкованов Георгий Николаевич       | 2020                   | фундаментальная наука    | Научный руководитель Российского федерального ядерного центра (РФЯЦ-ВНИИТФ) | 09.02.1954              | —                    |
| 95    |      | Савельева Галина Михайловна        | 23.04.2018             | медицина                 | Профессор ФГБОУ ВО «Российский национальный исследовательский медицинский университет имени Н. И. Пирогова», г. Москва | 23.02.1928 — 29.11.2022 | [ УП 82 ] [ ГС 91 ]  |
| 96    |      | Савин Юрий Семёнович               | 28.04.2015             | промышленность           | Разливщик стали ОАО «Новолипецкий металлургический комбинат», Липецкая область | 22.09.1953              | [ УП 83 ] [ ГС 92 ]  |
| 97    |      | Садовничий Виктор Антонович        | 03.04.2024             | фундаментальная наука    | Ректор ФГБОУ ВО «Московский государственный университет имени М. В. Ломоносова» | 03.04.1939              | [ УП 84 ] [ ГС 93 ]  |
| 98    |      | Смирнов Виталий Георгиевич         | 01.02.2025             | спорт                    | Почётный президент Общероссийского союза общественных объединений «Олимпийский комитет России», г. Москва | 14.02.1935              | [ УП 85 ] [ ГС 94 ]  |
| 99    |      | Созинов Павел Алексеевич           | 2022                   | оборонная промышленность | Генеральный конструктор – заместитель генерального директора АО «Концерн воздушно-космической обороны «Алмаз-Антей», г. Москва | 26.10.1959              | —                    |
| 100   |      | Соломин Юрий Мефодьевич            | 27.04.2020             | культура                 | Художественный руководитель ФГБУК «Государственный академический Малый театр России», г. Москва | 18.06.1935 — 11.01.2024 | [ УП 86 ] [ ГС 96 ]  |
| 101   |      | Соломонов Юрий Семёнович           | 28.04.2015             | оборонная промышленность | Первый заместитель генерального директора — генеральный конструктор ОАО Корпорация «Московский институт теплотехники», г. Москва | 03.11.1945              | [ УП 87 ] [ ГС 97 ]  |
| 102   |      | Спиваков Владимир Теодорович       | 01.05.2025             | культура                 | Президент ГБУК г. Москвы «Московский международный дом музыки» | 12.09.1944              | [ УП 88 ] [ ГС 98 ]  |
| 103   |      | Суслякова Людмила Егоровна         | 30.04.2021             | промышленность           | Машинист крана доменного цеха АО «ЕВРАЗ Объединённый Западно-Сибирский металлургический комбинат», Кемеровская область — Кузбасс | 14.08.1962              | [ УП 89 ] [ ГС 99 ]  |
| 104   |      | Сыздыков Елтуган Кимашевич         | 01.05.2024             | оборонная промышленность | Первый заместитель генерального директора — заместитель директора по научно-исследовательским и опытно-конструкторским работам, директор опытно-конструкторского бюро, главный конструктор АО «Государственное машиностроительное бюро „Радуга“ имени А. Я. Березняка», Московская область | 08.03.1956              | [ УП 90 ]            |
| 105   |      | Устинова Варвара Михайловна        | 25.04.2017             | лесное хозяйство         | Лесничий, руководитель государственного казённого предприятия Республики Саха (Якутия) «Хангаласское лесничество» | 23.07.1959              | [ УП 91 ] [ ГС 100 ] |
| 106   |      | Халмакшинов Алексей Юденич         | 01.05.2024             | транспорт                | Водитель автомобиля АО «Разрез Тугнуйский», Республика Бурятия | 00.00.1963              | [ УП 92 ] [ ГС 101 ] |
| 107   |      | Харитонов Николай Михайлович       | 14.12.2023             | госуправление            | Депутат Государственной Думы Федерального Собрания Российской Федерации, председатель Комитета по развитию Дальнего Востока и Арктики, г. Москва | 30.10.1948              | —                    |
| 108   |      | Чернов Сергей Александрович        | 2021                   | медицина                 | Врач-терапевт командования (главный терапевт) Главного военно-клинического госпиталя имени Н. Н. Бурденко Министерства обороны Российской Федерации | 09.10.1957              | —                    |
| 109   |      | Чуманов Константин Геннадьевич     | 01.05.2013             | промышленность           | Токарь ФГУП «Приборостроительный завод», Челябинская область | 05.01.1955              | [ УП 93 ] [ ГС 104 ] |
| 110   |      | Шаймиев Минтимер Шарипович         | 25.04.2017             | госуправление            | Государственный Советник Республики Татарстан | 20.01.1937              | [ УП 94 ] [ ГС 105 ] |
| 111   |      | Шилов Александр Максович           | 06.10.2023             | культура                 | Художественный руководитель ГБУК города Москвы «Московская государственная картинная галерея народного художника СССР А. Шилова» | 06.10.1943              | [ УП 95 ] [ ГС 106 ] |
| 112   |      | Шурыгин Виктор Александрович       | 23.04.2018             | оборонная промышленность | Генеральный директор — генеральный конструктор АО «Федеральный научно-производственный центр „Титан-Баррикады“», г. Волгоград | 23.12.1945              | —                    |
| 113   |      | Щедов Владимир Викторович          | 01.05.2024             | промышленность           | Машинист мельниц обогатительной фабрики АО «Михайловский ГОК имени А. В. Варичева», Курская область |                         | [ УП 96 ]            |
| 114   |      | Щербина Эдуард Алексеевич          | 01.05.2023             | промышленность           | Подземный горнорабочий очистного забоя подземного рудника №1 ПАО «Приаргунское производственное горно-химическое объединение», Забайкальский край | 07.10.1973              | [ УП 97 ] [ ГС 108 ] |
| 115   |      | Якуненко Нелля Николаевна          | 01.05.2025             | сельское хозяйство       | Главный врач ГБУ Донецкой Народной Республики «Городская больница № 2 г. Горловки» | 09.11.1969              | [ УП 98 ] [ ГС 109 ] |
| 116   |      | Ярошевич Александр Валентинович    | 17.04.2023             | транспорт                | Руководитель Департамента транспортного обеспечения Министерства обороны Российской Федерации | 01.08.1963              | —                    |

### Указы Президента
1. ↑  Указ Президента Российской Федерации от 20.04.2014 г. № 257 «О присвоении звания Героя Труда Российской Федерации». Дата обращения: 26 апреля 2017. Архивировано 27 апреля 2017 года.
2. ↑  Указ Президента Российской Федерации от 20.04.2014 г. № 257 «О присвоении звания Героя Труда Российской Федерации». Дата обращения: 26 апреля 2017. Архивировано 27 апреля 2017 года.
3. ↑  Указ Президента Российской Федерации от 26.04.2019 г. № 194 «О присвоении звания Героя Труда Российской Федерации». Дата обращения: 7 мая 2019. Архивировано 7 мая 2019 года.
4. ↑  Указ Президента Российской Федерации от 30.04.2021 г. № 260 «О присвоении звания Героя Труда Российской Федерации». Дата обращения: 4 мая 2021. Архивировано 30 апреля 2021 года.
5. ↑  Указ Президента Российской Федерации от 14.11.2022 г. № 816 «О награждении государственными наградами Российской Федерации». Дата обращения: 12 декабря 2022. Архивировано из оригинала 14 ноября 2022 года.
6. ↑  Указ Президента Российской Федерации от 01.05.2023 г. № 320 «О награждении государственными наградами Российской Федерации». Дата обращения: 3 мая 2023. Архивировано 1 мая 2023 года.
7. ↑  Указ Президента Российской Федерации от 29.04.2022 г. № 245 «О награждении государственными наградами Российской Федерации». Дата обращения: 14 июня 2022. Архивировано 29 апреля 2022 года.
8. ↑  Указ Президента Российской Федерации от 21 июня 2020 года № 407 «О награждении государственными наградами Российской Федерации». Дата обращения: 18 июля 2020. Архивировано 21 июня 2020 года.
9. ↑  Указ Президента Российской Федерации от 29.04.2022 г. № 245 «О награждении государственными наградами Российской Федерации». Дата обращения: 14 июня 2022. Архивировано 29 апреля 2022 года.
10. ↑  Указ Президента Российской Федерации от 14.06.2022 г. № 375 «О награждении государственными наградами Российской Федерации».
11. ↑  Указ Президента Российской Федерации от 27.04.2020 г. № 293 «О присвоении звания Героя Труда Российской Федерации». Дата обращения: 11 мая 2020. Архивировано 8 мая 2020 года.
12. ↑  Указ Президента Российской Федерации от 01.05.2024 г. № 298 «О награждении государственными наградами Российской Федерации». Дата обращения: 1 мая 2024. Архивировано 1 мая 2024 года.
13. ↑  Указ Президента Российской Федерации от 28.04.2015 г. № 214 «О присвоении звания Героя Труда Российской Федерации». Дата обращения: 26 апреля 2017. Архивировано 27 апреля 2017 года.
14. ↑  Указ Президента Российской Федерации от 21.04.2016 г. № 189 «О присвоении звания Героя Труда Российской Федерации». Дата обращения: 26 апреля 2017. Архивировано 27 апреля 2017 года.
15. ↑  Указ Президента Российской Федерации от 30.04.2021 г. № 260 «О присвоении звания Героя Труда Российской Федерации». Дата обращения: 4 мая 2021. Архивировано 30 апреля 2021 года.
16. ↑  Указ Президента Российской Федерации от 26.04.2019 г. № 194 «О присвоении звания Героя Труда Российской Федерации». Дата обращения: 7 мая 2019. Архивировано 7 мая 2019 года.
17. ↑  Указ Президента Российской Федерации от 01.05.2024 г. № 298 «О награждении государственными наградами Российской Федерации». Дата обращения: 1 мая 2024.
18. ↑  Указ Президента Российской Федерации от 30.01.2020 г. № 70 «О награждении государственными наградами Российской Федерации». Дата обращения: 30 января 2020. Архивировано 2 февраля 2021 года.
19. ↑  Указ Президента Российской Федерации от 28.04.2015 г. № 214 «О присвоении звания Героя Труда Российской Федерации». Дата обращения: 26 апреля 2017. Архивировано 27 апреля 2017 года.
20. ↑  Указ Президента Российской Федерации от 25.04.2017 г. № 182 «О присвоении звания Героя Труда Российской Федерации». Дата обращения: 26 апреля 2017. Архивировано 27 апреля 2017 года.
21. ↑  Указ Президента Российской Федерации от 21 июня 2020 года № 407 «О награждении государственными наградами Российской Федерации». Дата обращения: 18 июля 2020. Архивировано 21 июня 2020 года.
22. ↑  Указ Президента Российской Федерации от 01.05.2013 г. № 427 «О присвоении звания Героя Труда Российской Федерации». Дата обращения: 26 апреля 2017. Архивировано 27 апреля 2017 года.
23. ↑  Указ Президента Российской Федерации от 20.04.2014 г. № 257 «О присвоении звания Героя Труда Российской Федерации». Дата обращения: 26 апреля 2017. Архивировано 27 апреля 2017 года.
24. ↑  Указ Президента Российской Федерации от 28.04.2015 г. № 214 «О присвоении звания Героя Труда Российской Федерации». Дата обращения: 26 апреля 2017. Архивировано 27 апреля 2017 года.
25. ↑  Указ Президента Российской Федерации от 21.04.2016 г. № 189 «О присвоении звания Героя Труда Российской Федерации». Дата обращения: 26 апреля 2017. Архивировано 27 апреля 2017 года.
26. ↑  Указ Президента Российской Федерации от 12.02.2021 г. № 83 «О награждении государственными наградами Российской Федерации». Дата обращения: 17 февраля 2021. Архивировано 12 февраля 2021 года.
27. ↑  Указ Президента Российской Федерации от 01.05.2025  г. № 274 «О награждении государственными наградами Российской Федерации». Дата обращения: 19 июля 2025.
28. ↑  Указ Президента Российской Федерации от 23.04.2018 г. № 169 «О присвоении звания Героя Труда Российской Федерации». Дата обращения: 23 апреля 2018. Архивировано 24 апреля 2018 года.
29. ↑  Указ Президента Российской Федерации от 25.03.2025  г. № 163 «О награждении государственными наградами Российской Федерации». Дата обращения: 19 июля 2025.
30. ↑  Указ Президента Российской Федерации от 26.04.2019 г. № 194 «О присвоении звания Героя Труда Российской Федерации». Дата обращения: 7 мая 2019. Архивировано 7 мая 2019 года.
31. ↑  Указ Президента Российской Федерации от 16.03.2020 № 184 «О награждении государственными наградами Российской Федерации». Дата обращения: 16 марта 2020. Архивировано 16 марта 2020 года.
32. ↑  Указ Президента Российской Федерации от 23.04.2018 г. № 169 «О присвоении звания Героя Труда Российской Федерации». Дата обращения: 23 апреля 2018. Архивировано 24 апреля 2018 года.
33. ↑  Указ Президента Российской Федерации от 15.10.2020 г. № 625 «О присвоении звания Героя Труда Российской Федерации Захарченко В. Г.» Дата обращения: 23 октября 2020. Архивировано 21 октября 2020 года.
34. ↑  Указ Президента Российской Федерации от 03.03.2025 № 112 «О награждении государственными наградами Российской Федерации». Дата обращения: 19 июля 2025. Архивировано 3 марта 2025 года.
35. ↑  Указ Президента Российской Федерации от 01.05.2025 г. № 274 «О награждении государственными наградами Российской Федерации». Дата обращения: 19 июля 2025.
36. ↑  Указ Президента Российской Федерации от 26.06.2024 г. № 544 «О присвоении звания Героя Труда Российской Федерации Зюганову Г. А.» Дата обращения: 1 июля 2024. Архивировано 28 июня 2024 года.
37. ↑  Указ Президента Российской Федерации от 25.04.2017 г. № 182 «О присвоении звания Героя Труда Российской Федерации». Дата обращения: 26 апреля 2017. Архивировано 27 апреля 2017 года.
38. ↑  Указ Президента Российской Федерации от 20.07.2023 г. № 538 «О награждении государственными наградами Российской Федерации». Дата обращения: 21 июля 2023. Архивировано 21 июля 2023 года.
39. ↑  Указ Президента Российской Федерации от 01.05.2023 г. № 320 «О награждении государственными наградами Российской Федерации». Дата обращения: 3 мая 2023. Архивировано 1 мая 2023 года.
40. ↑  Указ Президента Российской Федерации от 30.04.2021 г. № 260 «О присвоении звания Героя Труда Российской Федерации». Дата обращения: 4 мая 2021. Архивировано 30 апреля 2021 года.
41. ↑  Указ Президента Российской Федерации от 01.05.2023 г. № 320 «О награждении государственными наградами Российской Федерации». Дата обращения: 3 мая 2023. Архивировано 1 мая 2023 года.
42. ↑  Указ Президента Российской Федерации от 21.04.2016 г. № 189 «О присвоении звания Героя Труда Российской Федерации». Дата обращения: 26 апреля 2017. Архивировано 27 апреля 2017 года.
43. ↑  Указ Президента Российской Федерации от 23.04.2018 г. № 169 «О присвоении звания Героя Труда Российской Федерации». Дата обращения: 23 апреля 2018. Архивировано 24 апреля 2018 года.
44. ↑  Указ Президента Российской Федерации от 21.04.2016 г. № 189 «О присвоении звания Героя Труда Российской Федерации». Дата обращения: 26 апреля 2017. Архивировано 27 апреля 2017 года.
45. ↑  Указ Президента Российской Федерации от 21 июня 2020 года № 407 «О награждении государственными наградами Российской Федерации». Дата обращения: 18 июля 2020. Архивировано 21 июня 2020 года.
46. ↑  Указ Президента Российской Федерации от 01.05.2013 г. № 427 «О присвоении звания Героя Труда Российской Федерации». Дата обращения: 26 апреля 2017. Архивировано 27 апреля 2017 года.
47. ↑  Указ Президента Российской Федерации от 01.05.2013 г. № 427 «О присвоении звания Героя Труда Российской Федерации». Дата обращения: 26 апреля 2017. Архивировано 27 апреля 2017 года.
48. ↑  Указ Президента Российской Федерации от 21.04.2016 г. № 189 «О присвоении звания Героя Труда Российской Федерации». Дата обращения: 26 апреля 2017. Архивировано 27 апреля 2017 года.
49. ↑  Указ Президента Российской Федерации от 01.05.2025 г. № 274 «О награждении государственными наградами Российской Федерации». Дата обращения: 19 июля 2025.
50. ↑  Указ Президента Российской Федерации от 29.04.2022 г. № 245 «О награждении государственными наградами Российской Федерации». Дата обращения: 14 июня 2022. Архивировано 29 апреля 2022 года.
51. ↑  Указ Президента Российской Федерации от 23.04.2018 г. № 169 «О присвоении звания Героя Труда Российской Федерации». Дата обращения: 23 апреля 2018. Архивировано 24 апреля 2018 года.
52. ↑  Указ Президента Российской Федерации от 17.03.2020 г. № 186 «О присвоении звания Героя Труда Российской Федерации». Дата обращения: 21 марта 2020. Архивировано 21 марта 2020 года.
53. ↑  Указ Президента Российской Федерации от 26.04.2019 г. № 194 «О присвоении звания Героя Труда Российской Федерации». Дата обращения: 7 мая 2019. Архивировано 7 мая 2019 года.
54. ↑  Указ Президента Российской Федерации от 20.04.2014 г. № 257 «О присвоении звания Героя Труда Российской Федерации». Дата обращения: 26 апреля 2017. Архивировано 27 апреля 2017 года.
55. ↑  Указ Президента Российской Федерации от 21 июня 2020 года № 407 «О награждении государственными наградами Российской Федерации». Дата обращения: 18 июля 2020. Архивировано 21 июня 2020 года.
56. ↑  Указ Президента Российской Федерации от 21.10.2019 г. № 506 «О награждении государственными наградами Российской Федерации». Дата обращения: 22 октября 2019. Архивировано 16 августа 2021 года.
57. ↑  Указ Президента Российской Федерации от 07.04.2024 г. № 239 «О присвоении звания Героя Труда Российской Федерации Матвиенко В. И.» Дата обращения: 22 апреля 2024. Архивировано 7 апреля 2024 года.
58. ↑  Указ Президента Российской Федерации от 26.04.2019 г. № 194 «О присвоении звания Героя Труда Российской Федерации». Дата обращения: 7 мая 2019. Архивировано 7 мая 2019 года.
59. ↑  Гендиректор разработчика систем управления ракет «Ангара» Межирицкий стал Героем Труда РФ.
60. ↑  Указ Президента Российской Федерации от 01.05.2013 г. № 427 «О присвоении звания Героя Труда Российской Федерации». Дата обращения: 26 апреля 2017. Архивировано 27 апреля 2017 года.
61. ↑  Указ Президента Российской Федерации от 01.05.2023 г. № 320 «О награждении государственными наградами Российской Федерации». Дата обращения: 3 мая 2023. Архивировано 1 мая 2023 года.
62. ↑  Указ Президента Российской Федерации от 20.01.2022 г. № 16 «О награждении государственными наградами Российской Федерации». Дата обращения: 28 января 2022. Архивировано 23 января 2022 года.
63. ↑  Указ Президента Российской Федерации от 27.04.2020 г. № 293 «О присвоении звания Героя Труда Российской Федерации». Дата обращения: 11 мая 2020. Архивировано 8 мая 2020 года.
64. ↑  Указ Президента Российской Федерации от 29.04.2022 г. № 245 «О награждении государственными наградами Российской Федерации». Дата обращения: 14 июня 2022. Архивировано 29 апреля 2022 года.
65. ↑  Указ Президента Российской Федерации от 21.10.2020 г. № 633 «О присвоении звания Героя Труда Российской Федерации Михалкову Н. С.» Дата обращения: 23 октября 2020. Архивировано 27 октября 2020 года.
66. ↑  Указ Президента Российской Федерации от 27.04.2020 г. № 293 «О присвоении звания Героя Труда Российской Федерации». Дата обращения: 11 мая 2020. Архивировано 8 мая 2020 года.
67. ↑  Указ Президента Российской Федерации от 22.04.2024 г. № 279 «О награждении государственными наградами Российской Федерации ». Дата обращения: 28 апреля 2024. Архивировано 23 апреля 2024 года.
68. ↑  Указ Президента Российской Федерации от 05.02.2024 г. № 90 «О награждении государственными наградами Российской Федерации ». Дата обращения: 8 февраля 2024. Архивировано 5 февраля 2024 года.
69. ↑  Указ Президента Российской Федерации от 17.03.2020 г. № 186 «О присвоении звания Героя Труда Российской Федерации». Дата обращения: 21 марта 2020. Архивировано 21 марта 2020 года.
70. ↑  Указ Президента Российской Федерации от 09.11.2024 г. № 962 «О присвоении звания Героя Труда Российской Федерации Пахмутовой А. Н.» Дата обращения: 11 ноября 2024.
71. ↑  Указ Президента Российской Федерации от 29.04.2022 г. № 245 «О награждении государственными наградами Российской Федерации». Дата обращения: 14 июня 2022. Архивировано 29 апреля 2022 года.
72. ↑  Указ Президента Российской Федерации от 20.04.2014 г. № 257 «О присвоении звания Героя Труда Российской Федерации». Дата обращения: 26 апреля 2017. Архивировано 27 апреля 2017 года.
73. ↑  Указ Президента Российской Федерации от 30.04.2021 г. № 260 «О присвоении звания Героя Труда Российской Федерации». Дата обращения: 4 мая 2021. Архивировано 30 апреля 2021 года.
74. ↑  Указ Президента Российской Федерации от 25.04.2017 г. № 182 «О присвоении звания Героя Труда Российской Федерации». Дата обращения: 26 апреля 2017. Архивировано 27 апреля 2017 года.
75. ↑  Указ Президента Российской Федерации от 30.05.2025  г. № 351 «О награждении государственными наградами Российской Федерации». Дата обращения: 19 июля 2025.
76. ↑  Указ Президента Российской Федерации от 21 июня 2020 года № 407 «О награждении государственными наградами Российской Федерации». Дата обращения: 18 июля 2020. Архивировано 21 июня 2020 года.
77. ↑  Указ Президента Российской Федерации от 14.11.2022 г. № 816 «О награждении государственными наградами Российской Федерации». Дата обращения: 12 декабря 2022. Архивировано из оригинала 14 ноября 2022 года.
78. ↑  Указ Президента Российской Федерации от 06.11.2024 г. № 953 «О награждении государственными наградами Российской Федерации». Дата обращения: 11 июня 2024.
79. ↑  Указ Президента Российской Федерации от 16.03.2020 № 184 «О награждении государственными наградами Российской Федерации». Дата обращения: 16 марта 2020. Архивировано 16 марта 2020 года.
80. ↑  Указ Президента Российской Федерации от 27.04.2020 г. № 293 «О присвоении звания Героя Труда Российской Федерации». Дата обращения: 11 мая 2020. Архивировано 8 мая 2020 года.
81. ↑  Указ Президента Российской Федерации от 19.09.2019 г. № 459 «О награждении государственными наградами Российской Федерации». Дата обращения: 19 сентября 2019. Архивировано 16 октября 2021 года.
82. ↑  Указ Президента Российской Федерации от 23.04.2018 г. № 169 «О присвоении звания Героя Труда Российской Федерации». Дата обращения: 23 апреля 2018. Архивировано 24 апреля 2018 года.
83. ↑  Указ Президента Российской Федерации от 28.04.2015 г. № 214 «О присвоении звания Героя Труда Российской Федерации». Дата обращения: 26 апреля 2017. Архивировано 27 апреля 2017 года.
84. ↑  Указ Президента Российской Федерации от 03.04.2024 г. № 233 «О награждении государственными наградами Российской Федерации». Дата обращения: 14 апреля 2024. Архивировано 4 апреля 2024 года.
85. ↑  Указ Президента Российской Федерации от 01.02.2025  г. № 51 «О награждении государственными наградами Российской Федерации». Дата обращения: 19 июля 2025.
86. ↑  Указ Президента Российской Федерации от 27.04.2020 г. № 293 «О присвоении звания Героя Труда Российской Федерации». Дата обращения: 11 мая 2020. Архивировано 8 мая 2020 года.
87. ↑  Указ Президента Российской Федерации от 28.04.2015 г. № 214 «О присвоении звания Героя Труда Российской Федерации». Дата обращения: 26 апреля 2017. Архивировано 27 апреля 2017 года.
88. ↑  Указ Президента Российской Федерации от 01.05.2025  г. № 274 «О награждении государственными наградами Российской Федерации». Дата обращения: 19 июля 2025.
89. ↑  Указ Президента Российской Федерации от 30.04.2021 г. № 260 «О присвоении звания Героя Труда Российской Федерации». Дата обращения: 4 мая 2021. Архивировано 30 апреля 2021 года.
90. ↑  Указ Президента Российской Федерации от 01.05.2024 г. № 298 «О награждении государственными наградами Российской Федерации». Дата обращения: 1 мая 2024. Архивировано 1 мая 2024 года.
91. ↑  Указ Президента Российской Федерации от 25.04.2017 г. № 182 «О присвоении звания Героя Труда Российской Федерации». Дата обращения: 26 апреля 2017. Архивировано 27 апреля 2017 года.
92. ↑  Указ Президента Российской Федерации от 01.05.2024 г. № 298 «О награждении государственными наградами Российской Федерации». Дата обращения: 1 мая 2024. Архивировано 1 мая 2024 года.
93. ↑  Указ Президента Российской Федерации от 01.05.2013 г. № 427 «О присвоении звания Героя Труда Российской Федерации». Дата обращения: 26 апреля 2017. Архивировано 27 апреля 2017 года.
94. ↑  Указ Президента Российской Федерации от 25.04.2017 г. № 182 «О присвоении звания Героя Труда Российской Федерации». Дата обращения: 26 апреля 2017. Архивировано 27 апреля 2017 года.
95. ↑  Указ Президента Российской Федерации от 06.10.2023 г. № 744 «О присвоении звания Героя Труда Российской Федерации» Шилову А. М. Дата обращения: 7 октября 2023. Архивировано 6 октября 2023 года.
96. ↑  Указ Президента Российской Федерации от 01.05.2024 г. № 298 «О награждении государственными наградами Российской Федерации». Дата обращения: 1 мая 2024. Архивировано 1 мая 2024 года.
97. ↑  Указ Президента Российской Федерации от 01.05.2023 г. № 320 «О награждении государственными наградами Российской Федерации». Дата обращения: 3 мая 2023. Архивировано 1 мая 2023 года.
98. ↑  Указ Президента Российской Федерации от 01.05.2025 г. № 274 «О награждении государственными наградами Российской Федерации». Дата обращения: 19 июля 2025.

### Биографии на сайте «Герои страны»
1. ↑  Айдуллин Иван Ухливанович. Дата обращения: 5 сентября 2018. Архивировано 6 сентября 2018 года.
2. ↑  Аксёнова Алиса Ивановна. Дата обращения: 5 сентября 2018. Архивировано 6 сентября 2018 года.
3. ↑  Антонов Сергей Иванович. Дата обращения: 7 мая 2019. Архивировано 20 сентября 2020 года.
4. ↑  Антохин, Геннадий Иванович. Дата обращения: 4 мая 2021. Архивировано 2 мая 2021 года.
5. ↑  Анцев Георгий Владимирович. Дата обращения: 12 декабря 2022. Архивировано 12 декабря 2022 года.
6. ↑  Артемьев Эдуард Николаевич. Дата обращения: 12 декабря 2022. Архивировано 12 декабря 2022 года.
7. ↑  Бабурова Татьяна Ивановна. Дата обращения: 3 мая 2023. Архивировано 3 мая 2023 года.
8. ↑  Бармаков Юрий Николаевич. Дата обращения: 14 июня 2022. Архивировано 14 июня 2022 года.
9. ↑  Бахолдина Марина Николаевна. Дата обращения: 18 июля 2020. Архивировано 29 июня 2020 года.
10. ↑  Башмет Юрий Абрамович. Дата обращения: 14 июня 2022. Архивировано 14 июня 2022 года.
11. ↑  Белобрагин Борис Андреевич. Дата обращения: 12 декабря 2022. Архивировано 12 декабря 2022 года.
12. ↑  Белых Леонид Яковлевич. Дата обращения: 11 мая 2020. Архивировано 30 октября 2020 года.
13. ↑  Беспалова Людмила Андреевна. Дата обращения: 7 июля 2024. Архивировано 7 июля 2024 года.
14. ↑  Богатырёва Марем Камбулатовна. Дата обращения: 5 сентября 2018. Архивировано 6 сентября 2018 года.
15. ↑  Богданов Владимир Леонидович. Дата обращения: 5 сентября 2018. Архивировано 6 сентября 2018 года.
16. ↑  Бондаренко Александр Дмитриевич. Дата обращения: 4 мая 2021. Архивировано 3 мая 2021 года.
17. ↑  Бочкарёва Ольга Николаевна. Дата обращения: 7 мая 2019. Архивировано 26 января 2021 года.
18. ↑  Будниченко Михаил Анатольевич. Дата обращения: 7 июля 2024. Архивировано 7 июля 2024 года.
19. ↑  Велихов Евгений Павлович. Дата обращения: 30 января 2020. Архивировано 9 августа 2020 года.
20. ↑  Вепрев Александр Алексеевич. Дата обращения: 7 июля 2024. Архивировано 7 июля 2024 года.
21. ↑  Верхотуров Владимир Иванович. Дата обращения: 11 ноября 2024.
22. ↑  Винер-Усманова Ирина Александровна. Дата обращения: 5 сентября 2018. Архивировано 6 сентября 2018 года.
23. ↑  Волчек Галина Борисовна. Дата обращения: 5 сентября 2018. Архивировано 3 февраля 2020 года.
24. ↑  Гаревская Юлия Анатольевна. Дата обращения: 18 июля 2020. Архивировано 9 июля 2020 года.
25. ↑  Гергиев Валерий Абисалович. Дата обращения: 5 сентября 2018. Архивировано 6 сентября 2018 года.
26. ↑  Готовцев Михаил Николаевич. Дата обращения: 5 сентября 2018. Архивировано 30 сентября 2021 года.
27. ↑  Громова Галина Герасимовна. Дата обращения: 5 сентября 2018. Архивировано 6 сентября 2018 года.
28. ↑  Гунгаев Далай Гынинович. Дата обращения: 5 сентября 2018. Архивировано 6 сентября 2018 года.
29. ↑  Дедов Иван Иванович. Дата обращения: 17 февраля 2021. Архивировано 14 апреля 2021 года.
30. ↑  Диков Юрий Николаевич. Дата обращения: 19 июля 2025.
31. ↑  Дронов Евгений Анатольевич. Дата обращения: 5 сентября 2018. Архивировано 6 сентября 2018 года.
32. ↑  Елисеев Виктор Петрович. Дата обращения: 19 июля 2025.
33. ↑  Ефремов Герберт Александрович. Дата обращения: 5 сентября 2018. Архивировано 6 февраля 2018 года.
34. ↑  Жарков Николай Сергеевич. Дата обращения: 7 мая 2019. Архивировано 31 октября 2019 года.
35. ↑  Зайков Николай Васильевич. Дата обращения: 21 марта 2020. Архивировано 28 октября 2020 года.
36. ↑  Захаров Марк Анатольевич. Дата обращения: 5 сентября 2018. Архивировано 6 сентября 2018 года.
37. ↑  Захарченко Виктор Гаврилович. Дата обращения: 23 октября 2020. Архивировано 23 октября 2020 года.
38. ↑  Зацепин Александр Сергеевич. Дата обращения: 24 июля 2025.
39. ↑  Зинцов Вячеслав Николаевич. Дата обращения: 24 июля 2025.
40. ↑  Иванов Алексей Михайлович. Дата обращения: 5 сентября 2018. Архивировано 6 сентября 2018 года.
41. ↑  Иванов Владимир Леонтьевич. Дата обращения: 7 июля 2024.
42. ↑  Иноземцев Александр Александрович. Дата обращения: 9 мая 2023. Архивировано 9 мая 2023 года.
43. ↑  Кажлаев Мурад Магомедович. Дата обращения: 4 мая 2021. Архивировано 2 мая 2021 года.
44. ↑  Калёнов Лев Владимирович. Дата обращения: 9 мая 2023. Архивировано 9 мая 2023 года.
45. ↑  Камнев Павел Иванович. Дата обращения: 5 сентября 2018. Архивировано 6 сентября 2018 года.
46. ↑  Карполь Николай Васильевич. Дата обращения: 5 сентября 2018. Архивировано 6 сентября 2018 года.
47. ↑  Кашин Валерий Михайлович. Дата обращения: 5 сентября 2018. Архивировано 6 сентября 2018 года.
48. ↑  Кириллов Игорь Анатольевич. Дата обращения: 7 марта 2022. Архивировано 7 марта 2022 года.
49. ↑  Кобзон Иосиф Давыдович. Дата обращения: 5 сентября 2018. Архивировано 6 сентября 2018 года.
50. ↑  Коваль Ирина Леонидовна. Дата обращения: 18 июля 2020. Архивировано 29 июня 2020 года.
51. ↑  Коннов Юрий Александрович. Дата обращения: 5 сентября 2018. Архивировано 6 сентября 2018 года.
52. ↑  Коновалов Александр Николаевич. Дата обращения: 5 сентября 2018. Архивировано 16 марта 2015 года.
53. ↑  Корнилова Людмила Ивановна. Дата обращения: 5 сентября 2018. Архивировано 3 июня 2016 года.
54. ↑  Зинцов Вячеслав Николаевич. Дата обращения: 24 июля 2025.
55. ↑  Краснопольская Ирина Григорьевна. Дата обращения: 14 июня 2022. Архивировано 14 июня 2022 года.
56. ↑  Куличенко Александр Владимирович. Дата обращения: 5 сентября 2018. Архивировано 6 сентября 2018 года.
57. ↑  Лавров Сергей Викторович. Дата обращения: 23 марта 2020. Архивировано 26 мая 2020 года.
58. ↑  Лановой Василий Семёнович. Дата обращения: 7 мая 2019. Архивировано 18 января 2021 года.
59. ↑  Леонов Александр Георгиевич. Дата обращения: 16 мая 2020. Архивировано 30 октября 2020 года.
60. ↑  Лепёхин Юрий Васильевич. Дата обращения: 5 сентября 2018. Архивировано 6 сентября 2018 года.
61. ↑  Лысенко Марьяна Анатольевна. Дата обращения: 18 июля 2020. Архивировано 28 июня 2020 года.
62. ↑  Магомедов Магомедали Магомедович. Дата обращения: 22 октября 2019. Архивировано 31 октября 2019 года.
63. ↑  Мамаев Геннадий Александрович. Дата обращения: 27 апреля 2024. Архивировано 17 марта 2024 года.
64. ↑  Мартиросов Роллан Гургенович. Дата обращения: 3 ноября 2018. Архивировано 26 января 2021 года.
65. ↑  Матвиенко Валентина Ивановна. Дата обращения: 22 апреля 2024. Архивировано 22 апреля 2024 года.
66. ↑  Машбашев Исхак Шумафович. Дата обращения: 7 мая 2019. Архивировано 28 октября 2020 года.
67. ↑  Межирицкий Ефим Леонидович. Дата обращения: 14 мая 2020. Архивировано 30 октября 2020 года.
68. ↑  Мельник Владимир Иванович. Дата обращения: 5 сентября 2018. Архивировано 4 октября 2013 года.
69. ↑  Милёхин Юрий Михайлович. Дата обращения: 9 мая 2023. Архивировано 9 мая 2023 года.
70. ↑  Миллер Алексей Борисович. Дата обращения: 28 января 2022. Архивировано 24 января 2022 года.
71. ↑  Миндиашвили Дмитрий Георгиевич. Дата обращения: 11 мая 2020. Архивировано 30 октября 2020 года.
72. ↑  Михайлов Владимир Африканович. Дата обращения: 14 июня 2022. Архивировано 22 декабря 2021 года.
73. ↑  Михалков Никита Сергеевич. Дата обращения: 23 октября 2020. Архивировано 26 октября 2020 года.
74. ↑  Моторин Александр Евгеньевич. Дата обращения: 11 мая 2020. Архивировано 30 октября 2020 года.
75. ↑  Осипов Юрий Сергеевич. Дата обращения: 8 февраля 2024. Архивировано 8 февраля 2024 года.
76. ↑  Островский Александр Владимирович. Дата обращения: 21 марта 2020. Архивировано 28 октября 2020 года.
77. ↑  Панин Александр Николаевич. Дата обращения: 3 ноября 2018. Архивировано 4 ноября 2018 года.
78. ↑  Пахмутова Александра Николаевна. Дата обращения: 11 ноября 2024.
79. ↑  Пекарш, Александр Иванович. Дата обращения: 14 июня 2022. Архивировано 1 мая 2022 года.
80. ↑  Пешехонов Владимир Григорьевич. Дата обращения: 23 октября 2020. Архивировано 27 октября 2020 года.
81. ↑  Покровская Татьяна Николаевна. Дата обращения: 5 сентября 2018. Архивировано 6 сентября 2018 года.
82. ↑  Поляков Виктор Анатольевич. Дата обращения: 4 мая 2021. Архивировано 3 мая 2021 года.
83. ↑  Порханов Владимир Алексеевич. Дата обращения: 5 сентября 2018. Архивировано 6 сентября 2018 года.
84. ↑  Проханов Александр Андреевич. Дата обращения: 19 июля 2025.
85. ↑  Проценко Денис Николаевич. Дата обращения: 18 июля 2020. Архивировано 18 июля 2020 года.
86. ↑  Рашников Виктор Филиппович. Дата обращения: 12 декабря 2022. Архивировано 12 декабря 2022 года.
87. ↑  Ротенберг Аркадий Романович. Дата обращения: 21 марта 2020. Архивировано 28 октября 2020 года.
88. ↑  Рошаль Леонид Михайлович. Дата обращения: 11 мая 2020. Архивировано 30 октября 2020 года.
89. ↑  Рыжков Николай Иванович. Дата обращения: 19 сентября 2019. Архивировано 24 сентября 2019 года.
90. ↑  Рыкованов Георгий Николаевич. Дата обращения: 2 октября 2020. Архивировано 6 июня 2021 года.
91. ↑  Савельева Галина Михайловна. Дата обращения: 5 сентября 2018. Архивировано 6 сентября 2018 года.
92. ↑  Савин Юрий Семёнович. Дата обращения: 5 сентября 2018. Архивировано 6 сентября 2018 года.
93. ↑  Садовничий Виктор Антонович. Дата обращения: 14 апреля 2024. Архивировано 5 июля 2024 года.
94. ↑  Смирнов Виталий Георгиевич. Дата обращения: 19 июля 2025.
95. ↑  Созинов Павел Алексеевич. Дата обращения: 4 октября 2023. Архивировано 8 октября 2023 года.
96. ↑  Соломин Юрий Мефодьевич. Дата обращения: 11 мая 2020. Архивировано 6 марта 2021 года.
97. ↑  Соломонов Юрий Семёнович. Дата обращения: 5 сентября 2018. Архивировано 6 сентября 2018 года.
98. ↑  Спиваков Владимир Теодорович. Дата обращения: 19 июля 2025.
99. ↑  Суслякова Людмила Егоровна. Дата обращения: 4 мая 2021. Архивировано 23 октября 2021 года.
100. ↑  Устинова Варвара Михайловна. Дата обращения: 5 сентября 2018. Архивировано 6 сентября 2018 года.
101. ↑  Халмакшинов Алексей Юденич. Дата обращения: 19 июля 2025.
102. ↑  Харитонов Николай Михайлович. Дата обращения: 14 апреля 2024. Архивировано 31 марта 2024 года.
103. ↑  Чернов Сергей Александрович. Дата обращения: 4 мая 2021. Архивировано 22 апреля 2021 года.
104. ↑  Чуманов Константин Геннадьевич. Дата обращения: 5 сентября 2018. Архивировано 6 сентября 2018 года.
105. ↑  Шаймиев Минтимер Шарипович. Дата обращения: 5 сентября 2018. Архивировано 6 сентября 2018 года.
106. ↑  Шилов Александр Максович. Дата обращения: 8 октября 2023. Архивировано 16 ноября 2023 года.
107. ↑  Шурыгин Виктор Александрович. Дата обращения: 3 ноября 2018. Архивировано 4 ноября 2018 года.
108. ↑  Щербина Эдуард Алексеевич. Дата обращения: 9 мая 2023. Архивировано 9 мая 2023 года.
109. ↑  Якуненко Нелля Николаевна. Дата обращения: 24 июля 2025.
110. ↑  Ярошевич Александр Валентинович. Дата обращения: 25 декабря 2023. Архивировано 25 декабря 2023 года.